# Kathisma-Kirche

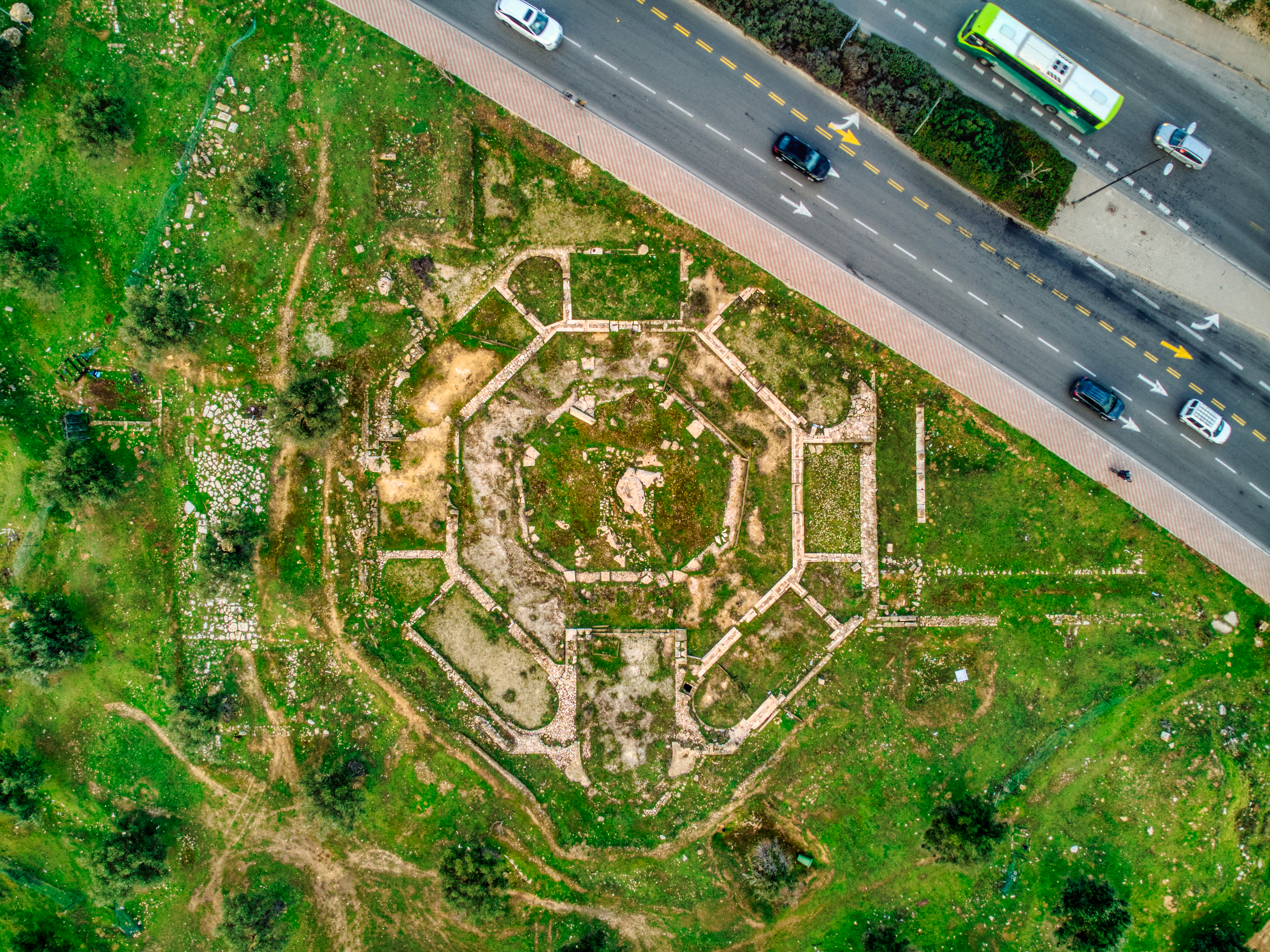
Ruinen der Kathisma-Kirche, Luftbild 2022

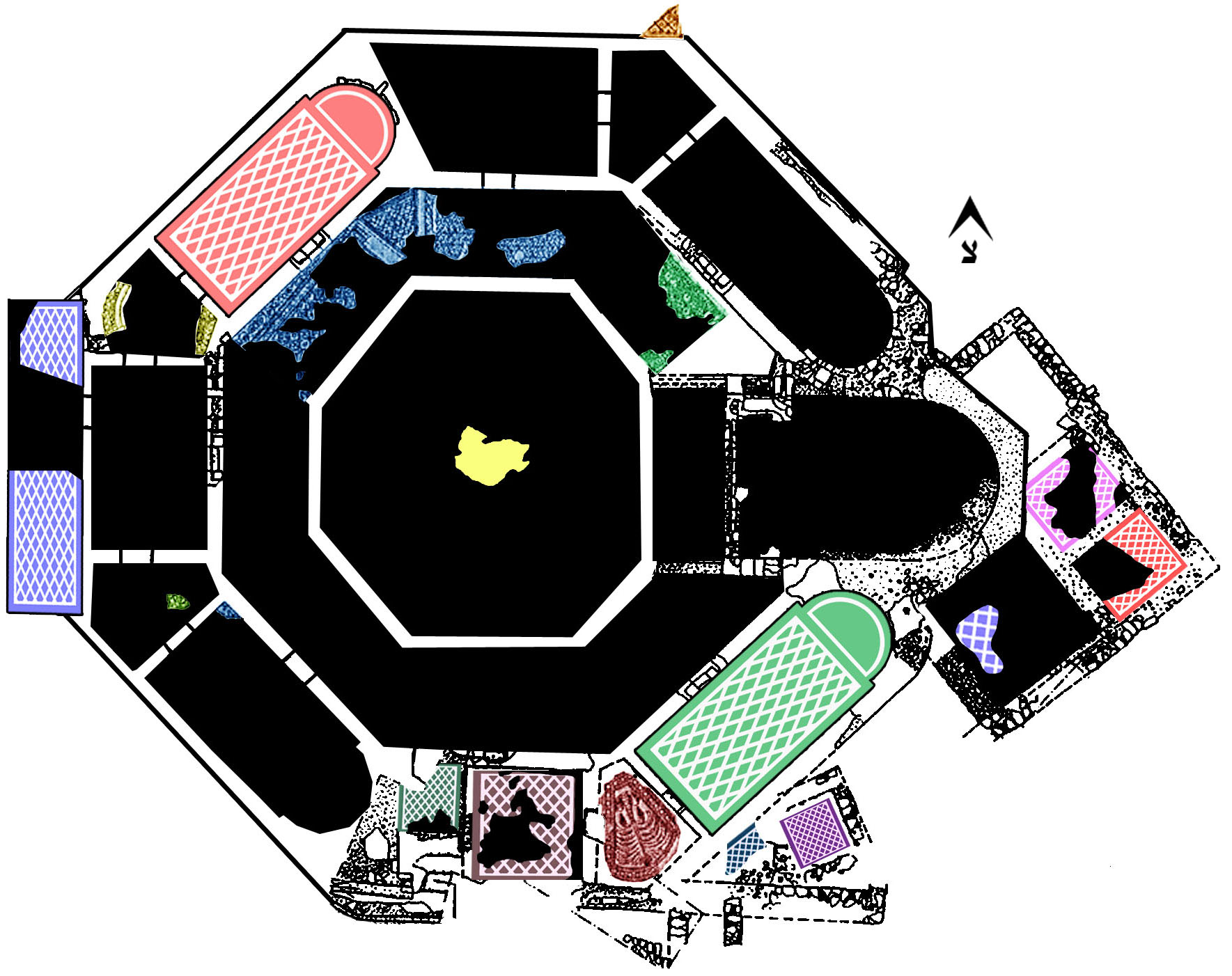
Kathisma-Kirche, Grundriss

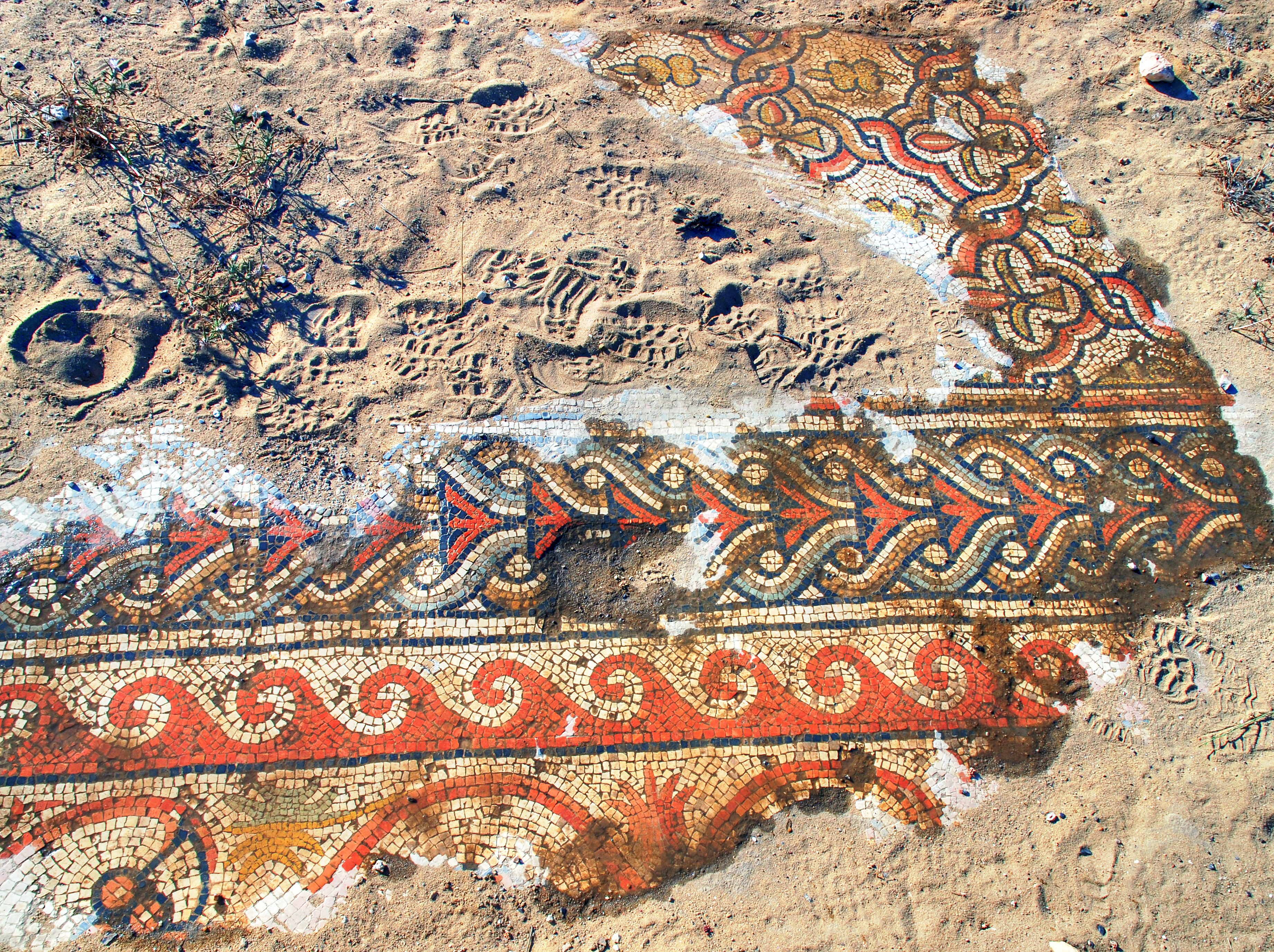
Kathisma-Kirche, Fragment des Mosaikbodens (2010)

Die Kathisma-Kirche (Κάθισμα, dt. etwa Kirche vom Sitz Mariens) war eine byzantinische Kirche des 5. Jahrhunderts im Heiligen Land zwischen Jerusalem und Bethlehem. Sie wurde an der überlieferten Ruhestätte Mariens auf dem Weg nach Bethlehem erbaut, welche im Protoevangelium des Jakobus erwähnt wird. Die Errichtung erfolgte nach dem Ersten Konzil von Ephesus im Jahr 431, als die Marienverehrung zu großer Bedeutung gelangte. Sie ist eine der frühesten bekannten Kirchen, die der Theotokos, also Maria, der Gottesgebärerin, geweiht wurden.

## Geschichte
Die Überreste wurden 1992 beim Bau der Autobahn  in der Nähe des Klosters Mar Elias zufällig entdeckt. Der Verlauf der Autobahn wurde verlegt, um Schäden an der Stätte zu vermeiden, sodass sich die Ruinen nun direkt an der Straße befinden, an der einstigen Stadtgrenze zwischen Jerusalem und Bethlehem vor 1967. Die Stätte wurde ab 1997 ausgegraben.

Bei den Ausgrabungen wurden mögliche Überreste eines kleinen Heiligtums aus der ersten Hälfte des 5. Jahrhunderts gefunden, vor allem aber eine große und aufwendige achteckige Kirche und das dazugehörige Kloster, die ursprünglich um 456 von der Witwe Ikelia erbaut und zwischen 531 und 538 umfassend restauriert wurden. 

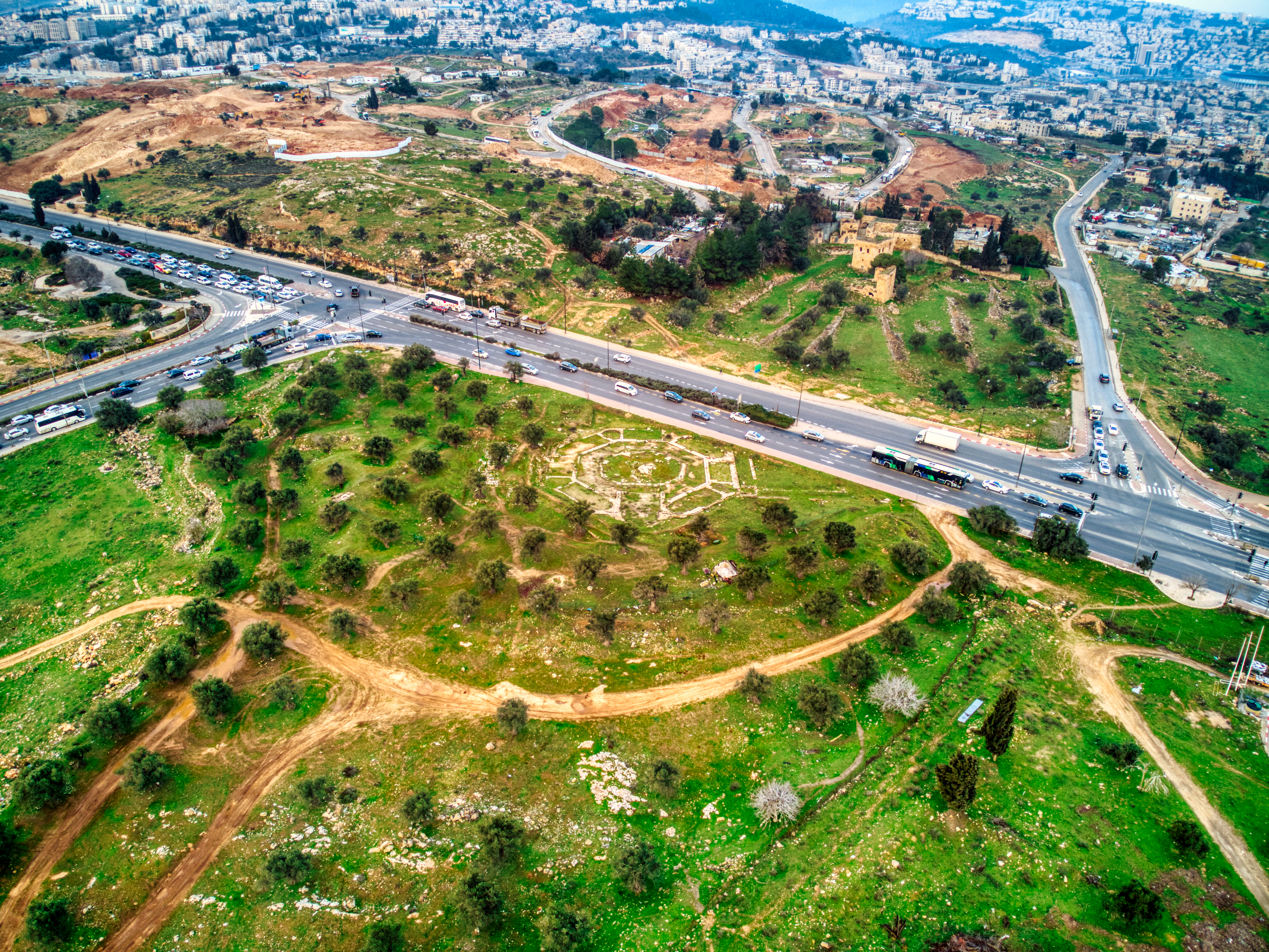
Kathisma-Kirche und das Ostjerusalemer Stadtviertel Givat HaMatos (2022)

Die südliche Apsis wurde in der ersten Hälfte des 8. Jahrhunderts in einen Mihrab umgewandelt, während einzelne Räume des Gebäudes vermutlich weiterhin als Kirche genutzt wurden. Andere baulichen Veränderungen im 8. Jahrhundert sind die Sperrung der östlichen Apsis und die Umgestaltung der Mosaikböden. Historiker gehen davon aus, dass die Kirche im 10. Jahrhundert aufgegeben und nach und nach wegen ihrer Baumaterialien abgetragen wurde.

## Beschreibung

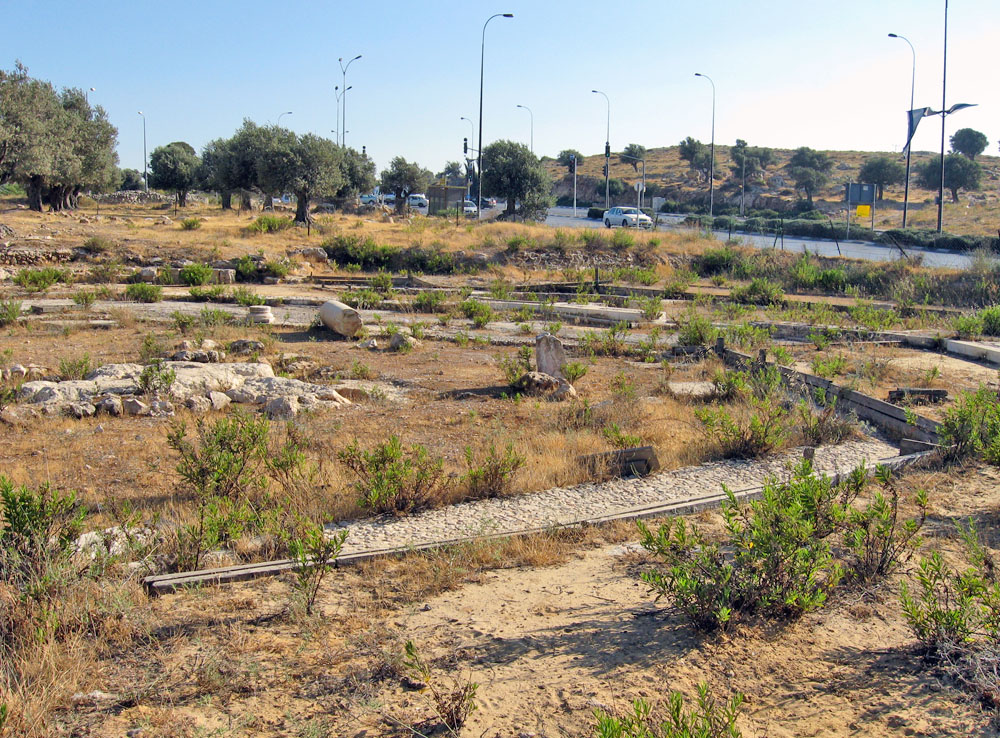
Überreste der Kirche (2008)

Das Gebäude hatte einen oktogonalen Grundriss von 43 m × 52 m, mit dem Kathisma-Felsen in der Mitte. Es ist vergleichbar mit der Geburtskirche in Bethlehem aus dem 4. Jahrhundert und anderen byzantinischen Kirchen, die beim Bau des muslimischen Felsendoms im späten 7. Jahrhundert nachgeahmt wurden. Die meisten Räume der Kirche waren mit farbigen Mosaiken mit floralen und geometrischen Mustern ausgekleidet.

## Literarische Quellen

### De Situ Terrae Sanctae(6. Jahrhundert)
In der Schrift De Situ Terrae Sanctae des Theodosius aus dem 6. Jahrhundert heißt es, dass der einflussreiche byzantinische Hofbeamte Urbicius den Felsen in eine rechteckige Form schneiden ließ, die einem Altar glich und ihn nach Konstantinopel bringen lassen wollte. Doch war niemand in der Lage, ihn über das Stephanstor in Jerusalem hinaus zu bewegen, sodass er in der Auferstehungskirche direkt hinter dem Grab Jesu aufgestellt wurde, wo er für die Feier der Eucharistie verwendet wurde.

### Vitades hl. Theodosius (6. Jahrhundert)
Die Kirche wird in der Hagiographie in der Vita Theodosii des Theodosius dem Koinobiarchen  von Kyrillos von Skythopolis (ca. 525–559) erwähnt. Diesem Text zufolge wurden sowohl die Kirche als auch das Kloster der Kathisma von einer wohlhabenden Witwe namens Ikelia (Iqilia, Hicelia) zur Amtszeit von Bischof Juvenal von Jerusalem (422–458) erbaut. Theodosius soll als junger Mönch in diesem Kloster gelebt haben.